# Caldo primigenio

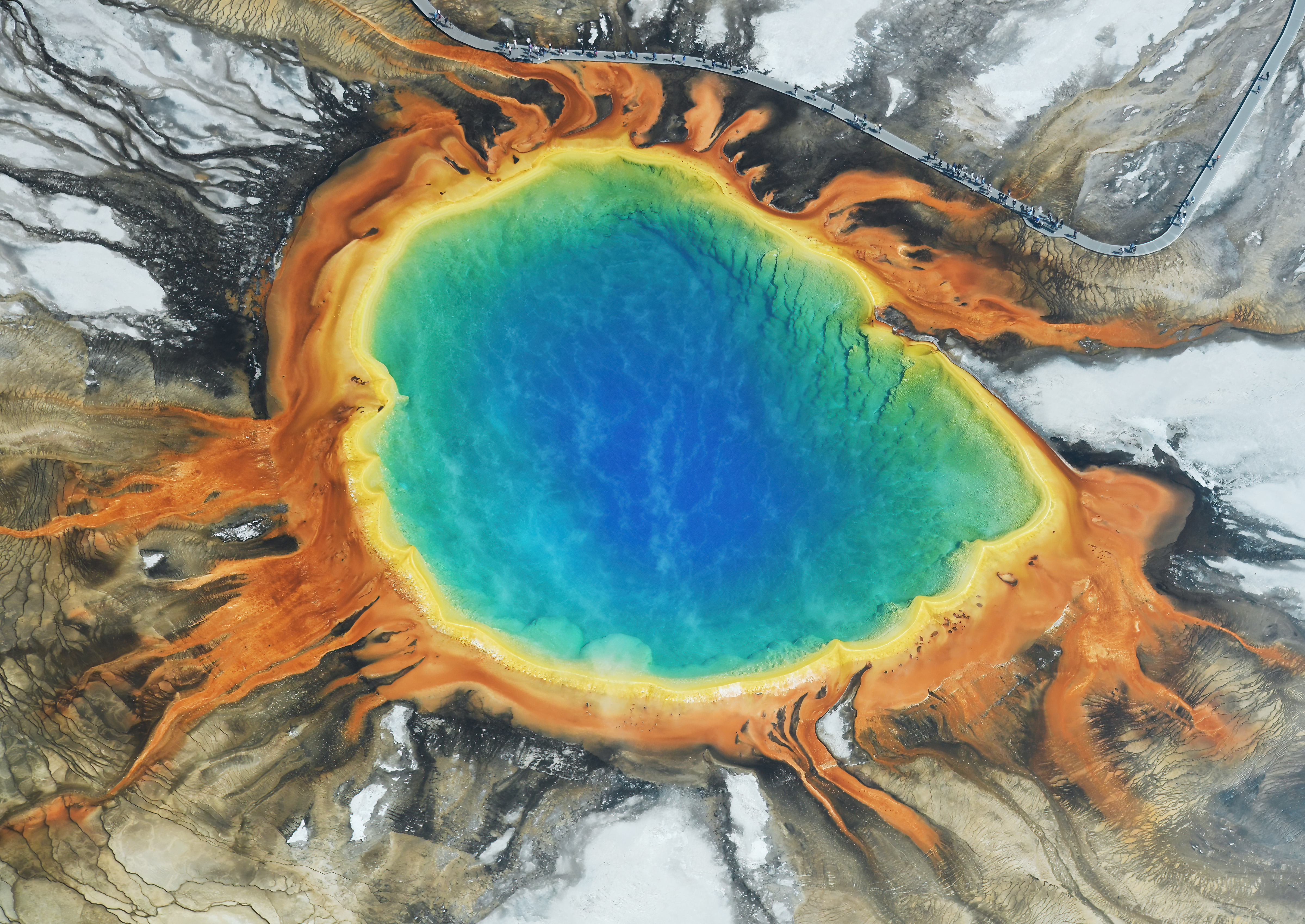
La Gran Fuente Prismática del Parque nacional de Yellowstone. Se supone que el ambiente de este lago con elevadas temperaturas y ambiente reductor (ausencia de oxígeno el ambiente) hace la sopa primitiva la Tierra.

El caldo primigenio, también llamado caldo primordial, caldo primitivo, caldo químico, caldo primario, caldo de la vida, sopa primitiva, prebiótica o nutricia, entre otras denominaciones, es una metáfora empleada para ilustrar una hipótesis sobre el origen de la vida en la Tierra. El experimento se basa principalmente en reproducir en un lugar hermético las condiciones que se dieron en la Tierra hace millones de años junto con el caldo primigenio, es decir, los elementos en las proporciones en las que se encontraban entonces. El líquido, rico en compuestos orgánicos, se compone de carbono, nitrógeno e hidrógeno mayoritariamente, expuesto a radiación ultravioleta y energía eléctrica. La hipótesis de origen heterotrófico de la vida sostiene que en el caldo primigenio se sintetizaron abióticamente las moléculas orgánicas necesarias para mantener a las primeras formas de vida.
El concepto se debe al bioquímico ruso Aleksandr Oparin, que en 1924 postuló la hipótesis heterotrófica del origen de la vida en la Tierra, el cual se debe a la evolución química gradual a partir de moléculas basadas en el carbono, todo ello de manera abiótica. 

## Demostración experimental
Stanley Miller demostró un experimento de Miller y Urey modelo experimental del caldo primigenio en 1953 en la Universidad de Chicago. Introdujo agua, metano, amoníaco e hidrógeno en un recipiente de vidrio para simular las supuestas condiciones de la Tierra primitiva. La mezcla fue expuesta a descargas eléctricas y, una semana después, una cromatografía en papel mostró que se habían formado varios aminoácidos y otras materias moléculas orgánicas. El modelo postula que el origen de la vida se produjo a partir de tales moléculas que, tras formarse en la atmósfera primitiva, fueron arrastradas por la lluvia hasta el océano cósmico primordial, donde se combinaron para formar proteínas, ácidos nucleicos y otras moléculas necesarias para la vida.

## Argumentación
El problema central es el tiempo de vida de los polímeros, debido a la ruptura de los mismos por hidrólisis en el océano primitivo. Además, la síntesis abiótica produce una mezcla racémica de isómeros D y L, y los seres vivos utilizan casi exclusivamente formas L. Se ha sugerido que los polímeros primigenios se ensamblaron sobre minerales sólidos, como la arcilla. Así, se han conseguido sintetizar en el laboratorio polinucleótidos y polipéptidos de unas 50 unidades.[cita requerida]

## Trabajo posterior
Cris Evas y Jeff Cutti de la Universidad de California, San Diego, sostienen que moléculas orgánicas pequeñas pudieron haber reaccionado con moléculas mayores en penínsulas aceitosas en playas y charcos de marea. Algunas moléculas que permanecieron en la película y resistieron el lavado de las olas fueron seleccionadas de acuerdo con las reglas de la selección natural. Gradualmente, evolucionaron sistemas más complejos con primitivas funciones bioquímicas. Finalmente, tales sistemas empezaron a replicarse por mecanismos genéticos más simples que los del ADN y ARN actuales.[cita requerida]
Los ribozimas pueden catalizar la unión de nucleótidos para originar cortos oligonucleótidos que son cadenas complementarias de ellos mismos, siguiendo las reglas de emparejamiento de las bases nitrogenadas. Es posible que la vida comenzase con ARN antes de que las proteínas empezasen a actuar como enzimas y que el ADN adquiriese el papel genético que desempeña en las formas de vida actuales. Estas ideas se ven apoyadas por el hecho de que la ribosa (componente del ARN, pero no del ADN) sea una parte esencial en la estructura de moléculas universales y claves para la vida, como el ATP, NAD, FAD, coenzima A, AMP cíclico, etc., mientras que la desoxirribosa se halle casi exclusivamente en el ADN.